# Жебе, Гаэль
Гаэль Жебе (фр. Gaëlle Gebet, р.29 июня 1984) — французская фехтовальщица-рапиристка, призёр чемпионатов мира, Европы и Европейских игр.

## Биография
Родилась в 1984 году в Туре. В 2004 году стала бронзовым призёром чемпионата мира среди юниоров.
В 2014 году стала бронзовым призёром чемпионата мира и чемпионата Европы. В 2015 году завоевала серебряную медаль Европейских игр. В 2016 году заняла третье место в командных соревнованиях на чемпионате мира.